# شعله‌پوش

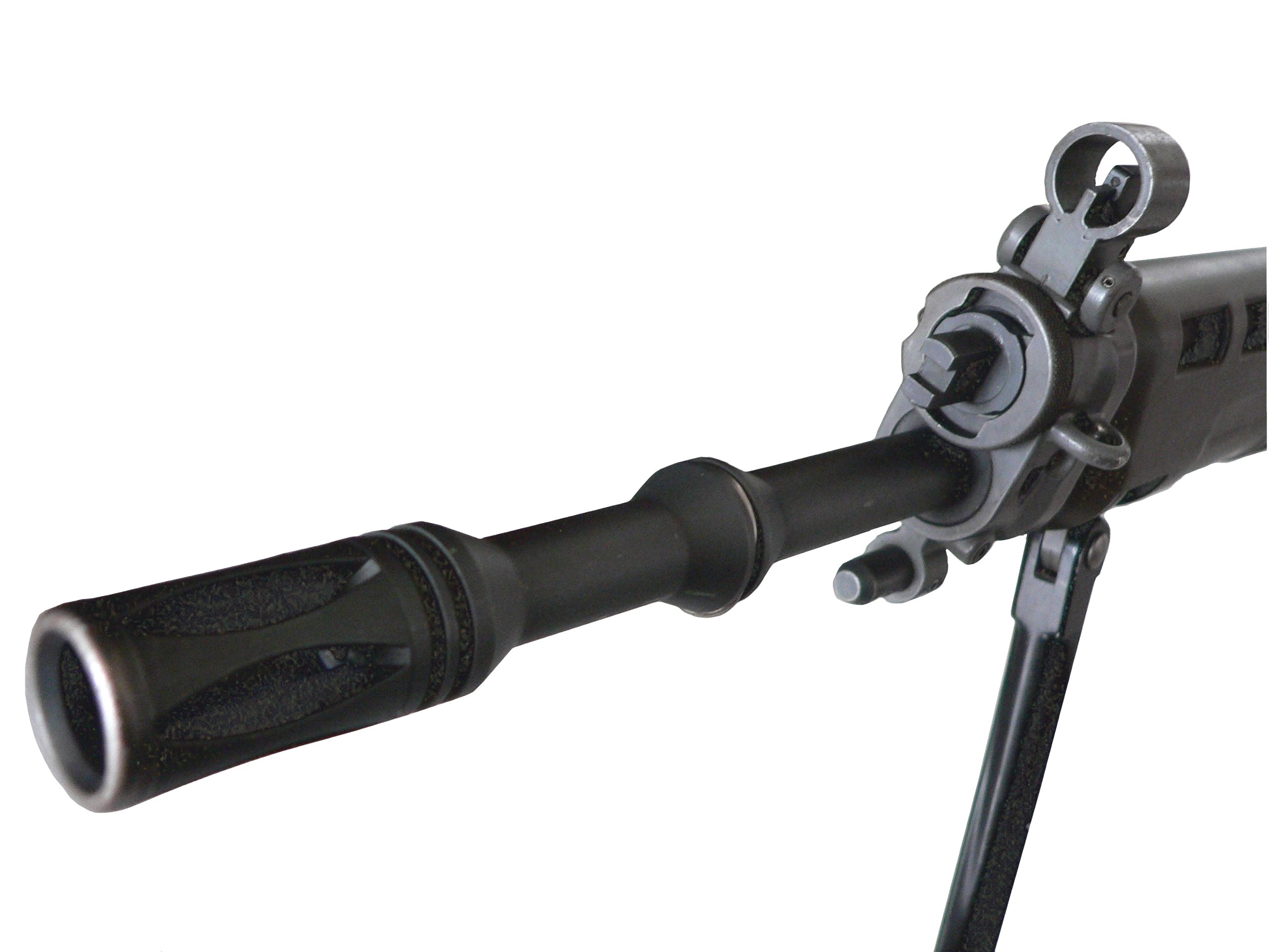
شعله‌پوش یک مسلسل سیگ ۵۵۰.

شعله‌پوش قطعه‌ای است در انتهای لوله سلاح‌ها که پرتابهها از آن خارج می‌شوند.
ماشینکاری دقیق سرلوله برای دقت شلیک اهمیت زیادی دارد زیرا سرلوله نقطهٔ آخر تماس گلوله و لوله است. اگر میان سرلوله و پرتابه فاصله‌ای وجود داشته باشد گازهای پیش‌ران ممکن است به‌طور نابرابر در پیرامون گلوله پخش شوند و گلوله را از مسیر صحیح منحرف سازند.
در برخی سلاح‌ها پیش از سرلوله روپوش لوله قرار دارد.